# Antonio di Tommaso

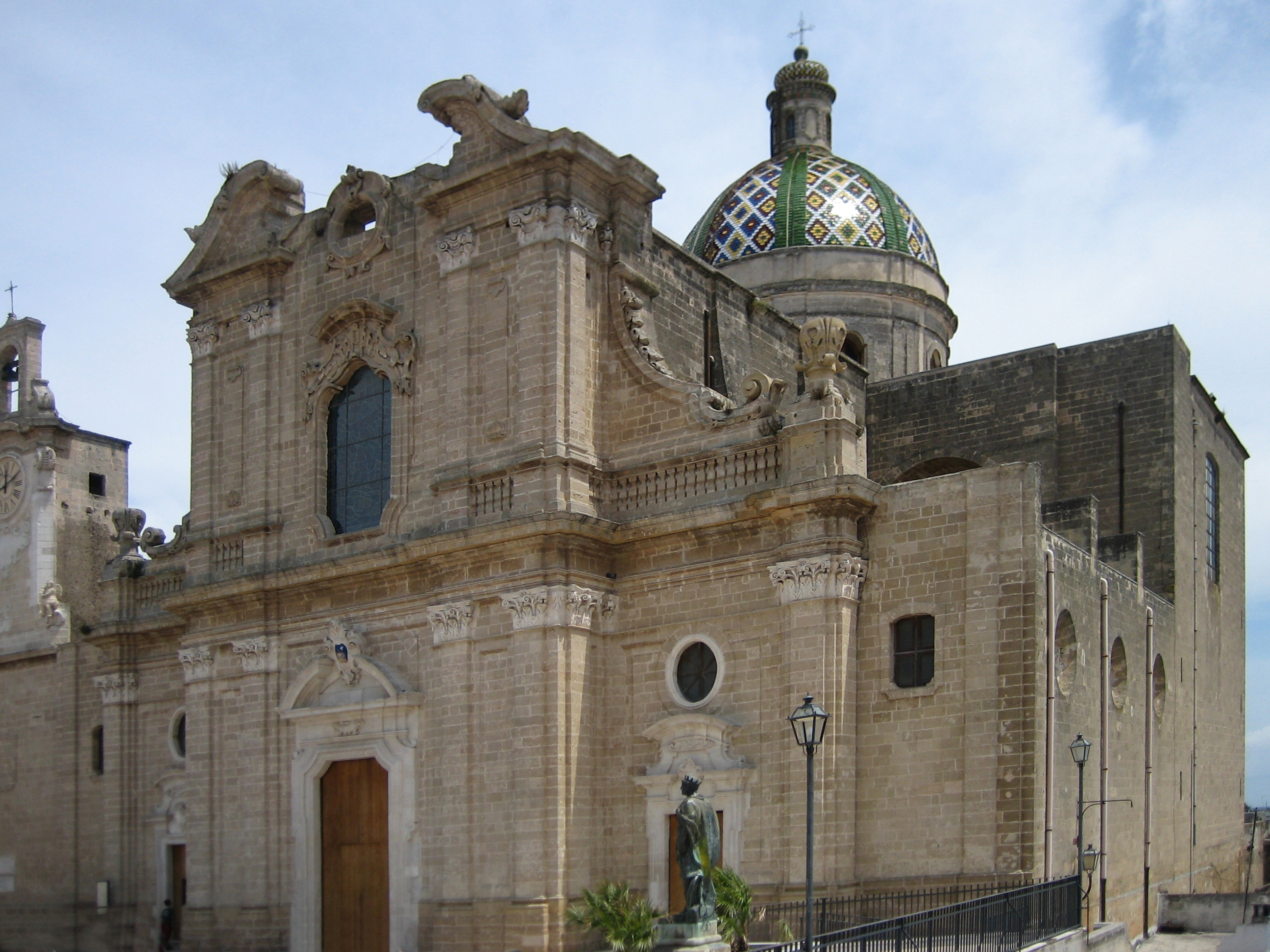
Catedral basílica de la Asunción de María de Oria, en cuya cripta de los obispos, desde 2008, se encuentran los restos de Antonio di Tommaso.

Antonio di Tommaso (Vittorito, 10 de agosto de 1860–2 de marzo de 1956) fue un sacerdote católico italiano y obispo de Oria.

## Biografía
Antonio di Tommaso nació en Vittorito, en la provincia de L'Aquila (Italia), el 10 de agosto de 1860. Ingresó al seminario Sulmona, donde se especializó en letras. Al finalizar sus estudios teológicos, en 1883, fue ordenado sacerdote y enseñó latín y griego en el mismo seminario. Ocupó los cargos de canónigo en el capítulo de Corfinio (1897) y párroco de Popoli (1897-1902). El papa León XIII, en 1902, le nombró obispo coadyutor para la diócesis de Penne, haciéndole al mismo tiempo obispo titular de Eudossiade. Al año siguiente fue nombrado obispo de la diócesis de Oria, sede de la que tomó posesión el 19 de marzo de 1904.
En el episcopado se caracterizó por sus predicaciones, conferencias y cartas pastorales. Di Tommaso estauró la catedral de Oria y del santuario de los Santos Cosme y Damián y construyó la sede estiva del seminario, en Maruggio (Taranto. Se dedicó especialmente a eliminar del clero toda piedad contraria a la fe cristiana. Contribuyó a la formación de nuevos institutos religiosos, pidiendo fundaciones de comunidades en su diócesis y aprobando él mismo algunas congregaciones religiosas nacientes. Entre estas los rogacionistas y las discípulas del Buen Pastor.
Di Tommaso se retiró a los 88 años del ejercicio pastoral. En 1947 regresó a su pueblo natal, mientras era nombrado obispo titular de Cirene. Pasó con su familia los últimos años de su vida. Murió el 2 de marzo de 1956. El 8 de enero de 2004, sus restos mortales fueron trasladados a la cripta de los obispos de la Catedral de Oria.